# شماتة

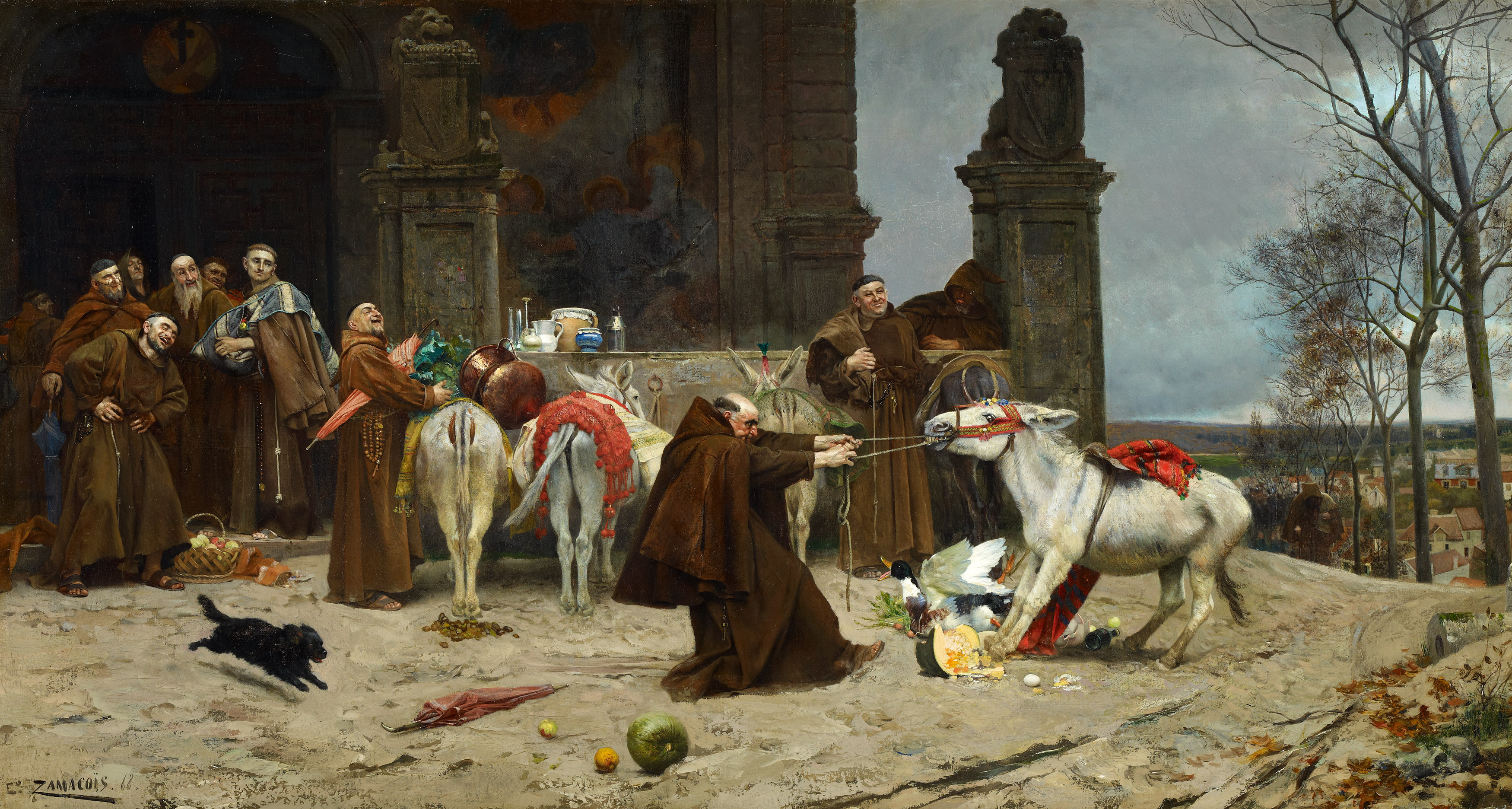
الرجوع إلى الدير ، لاحظ مجموعة الرهبان يضحكون بينما يكافح الراهب الوحيد مع الحمار. رسم إدواردو زاماكويس زابالا، 1868 1868.

الشماتة هي الفرح بمعاناة الآخرين أو فشلهم أو إذلالهم.

## التحليل الفلسفي
في القرن السابع عشر، كتب روبرت برتون في عمله تشريح اليأس، «من هاتين [القدرتين المرغوبتين بشدة والساخطتين بشدة] تنبعث أحاسيس وتلهفات الغضب، والذي هو رغبة في الانتقام، المختلطة؛ الكراهية، والتي هي غضب راسخ؛ الشغف، والذي ينزعج منه هو الذي يؤذي من يحب؛ والشماتة، إحساس مركب مكون من سعادة وكره، عندما نبتهج على أذية تصيب الرجال الآخرين، ونحزن لرخائهم؛ الفخر، حب النفس، التقليد، الحسد، العار، وغيره الكثير».
ذكر الفيلسوف أرتور شوبنهاور الشماتة كأشر ذنب في الشعور الإنساني، قائلاً بشهرة، «أن تشعر بالحسد هو أمر إنساني، أن تستمتع بالشماتة هو أمر شيطاني».
يصف الحبر هارولد كوشنر في كتابه عندما تحدث الأشياء السيئة للأناس الجيدين الشماتة كردة فعل كونية، وحتى صحية، لا يمكن التحكم بها أو كبحها: «هناك كلمة ألمانية في علم النفس، Schadenfreude، والتي تؤشر إلى ردة فعل الانشراح المخجلة التي نشعر بها عندما يحدث شيءٌ سيءٌ إلى شخصٍ آخر بدلاً منا». ثم يعطي مثالاً ويكتب، «الأناس لا يتمننون السوء لأصدقائهم، ولكنهم لا يمكنهم إلا أن يشعروا برعشة من الجذل لأن الأمر السيء حدث لشخص آخر لا لهم».
كتاب سوزان سونتاغ بشأن ألم الآخرين، تم نشره في 2003، هو دراسة لقضية كيف أن ألم وسوء حظ البعض يؤثر على الآخرين، تحديداً ما إذا كان من الممكن لتصوير الحرب ولوحات الحرب أن يساعدان كأدوات رادعة للحرب أو، ما إذا كانا فقط يستحثان حس ما من الشماتة في بعض المشاهدين.
الفيلسوف وعالم الاجتماع ثيودور أدورنو عرف الشماتة ك«ابتهاج بشكل كبير غير متوقع لعذاب الآخرين، والذي يتم إدراكه كأمر سخيف أو/ وملائم».

## موقف الإسلام من الشماتة

### تعريف الشماتة
أصل هذه الكلمة يدل على فرح عدوٍ ببلية تصيب من يعاديه.
وقيل الشماتة: سرور النَّفس بما يصيب غيرها مِن الأضرار، وإنَّما تحصل مِن العداوة والحسد.

### ذكر الشماتة وذمِّها في القرآن الكريم
قال الله تعالى (في سورة الأعراف): ﴿وَلَمَّا رَجَعَ مُوسَى إِلَى قَوْمِهِ غَضْبَانَ أَسِفًا قَالَ بِئْسَمَا خَلَفْتُمُونِي مِنْ بَعْدِي أَعَجِلْتُمْ أَمْرَ رَبِّكُمْ وَأَلْقَى الْأَلْوَاحَ وَأَخَذَ بِرَأْسِ أَخِيهِ يَجُرُّهُ إِلَيْهِ قَالَ ابْنَ أُمَّ إِنَّ الْقَوْمَ اسْتَضْعَفُونِي وَكَادُوا يَقْتُلُونَنِي فَلَا تُشْمِتْ بِيَ الْأَعْدَاءَ وَلَا تَجْعَلْنِي مَعَ الْقَوْمِ الظَّالِمِينَ ۝١٥٠﴾ [الأعراف:150]
«لا تشمت بي الأعداء» أي: لا تُسِرُّهم. والمعنى: لا تفعل بي ما تشمت من أجله الأعداء، أي: لا يكون ذلك منهم لفعل تفعله أنت بي.
وقال تعالى (في سورة آل عمران): ﴿قُلْ لِلَّذِينَ كَفَرُوا سَتُغْلَبُونَ وَتُحْشَرُونَ إِلَى جَهَنَّمَ وَبِئْسَ الْمِهَادُ ۝١٢﴾ [آل عمران:12]
وذلك لـمَّا شَمَت اليهود بالمسلمين يوم أحد، قيل لهم: ستغلبون وتحشرون إلى جهنَّم.
وقال عز وجل (في سورة آل عمران أيضًا): ﴿إِنْ تَمْسَسْكُمْ حَسَنَةٌ تَسُؤْهُمْ وَإِنْ تُصِبْكُمْ سَيِّئَةٌ يَفْرَحُوا بِهَا وَإِنْ تَصْبِرُوا وَتَتَّقُوا لَا يَضُرُّكُمْ كَيْدُهُمْ شَيْئًا إِنَّ اللَّهَ بِمَا يَعْمَلُونَ مُحِيطٌ ۝١٢٠﴾ [آل عمران:120]
«تَسُؤْهُمْ»: هذا من الحسد، و«يَفْرَحُواْ بِهَا»: هذا من الشماتة، والحسد والشماتة، صفتان متلازمتان. فالحاسد إذا رأى نعمة بُهت، وإذا رأى عثرة شمت.
(فالجملة الكريمة بيان لفرط عداوة هؤلاء المنافقين للمؤمنين، حيث يحسدونهم على ما ينالهم من خير، ويشمتون بهم عند ما ينزل بهم شر).

### في السُّنَّة النَّبويَّة
(وقال الشَّوكانيُّ: استعاذ ﷺ مِن شَمَاتَة الأعداء وأمر بالاستعاذة منها؛ لعظم موقعها، وشدَّة تأثيرها في الأنفس البَشريَّة، ونُفُور طباع العباد عنها، وقد يتسبَّب عن ذلك تعاظم العداوة المفْضِية إلى استحلال ما حرَّمه الله سبحانه وتعالى. وقال ابن بطال: شَمَاتَة الأعداء ما ينكأ القلب، ويبلغ مِن النَّفس أشدَّ مبلغ، وإنَّما تعوَّذ النَّبيُّ ﷺ مِن ذلك تعليمًا لأمَّته، فإنَّ الله تعالى آمنه مِن جميع ذلك. قال الحافظ: ولا يتعيَّن ذلك، بل يُحْتَمل أن يكون استعاذ بربِّه مِن وقوع ذلك بأمَّته).
وفي الحديث عن النبي ﷺ: ( لا تظهر الشماتة بأخيك فيعافيه الله ويبتليك ).

### في كتب العلماء
- قال ابن الكلبي: لـمَّا مات رسول الله ﷺ، شَمَتَت به نساء كِنْدة وحضرموت، وخَضَّبن أيديهن، وأظهرن السُّرور لموته، وضربن بالدُّفوف، فقال شاعر منهم.:
- (قال ابن بطال: شَمَاتَة الأعداء ما ينكأ القلب، ويبلغ مِن النَّفس أشدَّ مبلغ، وإنَّما تعوَّذ النَّبيُّ صلى الله عليه وسلم مِن ذلك تعليمًا لأمَّته، فإنَّ الله تعالى آمنه مِن جميع ذلك. قال الحافظ: ولا يتعيَّن ذلك، بل يُحْتَمل أن يكون استعاذ بربِّه مِن وقوع ذلك بأمَّته).
وقال ابن سيرين: (عيَّرت رجلًا بالإفلاس، فأفلستُ). قال ابن الجوزي: (ومثل هذا كثير، وما نزلت بي آفةٌ ولا غمٌّ ولا ضيق صدر إلَّا بزللٍ أعرفه، حتى يمكنني أن أقول: هذا بالشَّيء الفلاني، وربَّما تأوَّلت تأويلًا فيه بُعْد، فأرى العقوبة).
- وعن عمر بن عبد العزيز: (ما رأيت ظالـمًا أشبه بمظلوم مِن الحاسد؛ غمٌّ دائمٌ، ونفس متتابع. وقيل: إذا رأى الحاسد نعمةً، بُهِت، وإذا رأى عثرةً، شَمَت).

### نتائج وعواقب الشماتة
1- تضعف روابط المجتمع، وتنشر الفرقة والعداوة بين الناس.
(قال الشَّوكانيُّ: استعاذ صلى الله عليه وسلم مِن شَمَاتَة الأعداء وأمر بالاستعاذة منها؛ لعظم موقعها، وشدَّة تأثيرها في الأنفس البَشريَّة، ونُفُور طباع العباد عنها، وقد يتسبَّب عن ذلك تعاظم العداوة المفْضِية إلى استحلال ما حرَّمه الله سبحانه وتعالى).
2- الشماتة بمن ارتكب معصية، أعظم من ذنب مرتكبها:
قال ابن القيِّم: (إنَّ تعييرك لأخيك بذنبه أعظم إثمًا مِن ذنبه، وأشدُّ مِن معصيته).. (فذنب تَذِلُّ به لديه أحبُّ إليه مِن طاعة تدلُّ بها عليه، وإنَّك أن تَبِيتَ نائمًا وتصبح نادمًا خيرٌ مِن أن تَبِيتَ قائمًا وتصبح مُعْجَبًا؛ فإنَّ المعْجَب لا يَصْعَد له عملٌ، وإنَّك إن تضحك وأنت معترفٌ، خيرٌ مِن أن تبكي وأنت مُدِلٌّ، وأنين المذنبين أحبُّ إلى الله مِن زجل المسبحين المدِلِّين، ولعلَّ الله أسقاه بهذا الذَّنب دواءً استخرج به داءً قاتلًا هو فيك ولا تشعر..).
3- قد يبتلي الله الشامت بما شمت به:
قال ابن سيرين: (عيَّرت رجلًا بالإفلاس، فأفلستُ).
ويقول إبراهيم النخعي: (إنِّي لأرى الشَّيء أكرهه، فما يمنعني أن أتكلَّم فيه إلَّا مخافة أن أُبْتَلَى بمثله).
4- الشماتة تؤدي إلى قسوة القلب.
وقد توعد الله ذوي القلوب القاسية قائلاً: ((فَوَيْلٌ لِّلْقَاسِيَةِ قُلُوبُهُم مِّن ذِكْرِ اللَّهِ ۚ أُولَٰئِكَ فِي ضَلَالٍ مُّبِينٍ)) [الزمر-22].

### حُكْم الشماتة
لا تجوز، لما ورد عن سوئها وما تحدثه من فرقةٍ بين الناس، ولما تنم عليه من ضعف إيمان ونفاق، وقد ذكرنا أعلاه الآيات والأحاديث التي تنهى عنها.
إلَّا أن الشماتة في الأعداء المحاربين تجوز، لقوله تعالى (في سورة التوبة): ﴿قَاتِلُوهُمْ يُعَذِّبْهُمُ اللَّهُ بِأَيْدِيكُمْ وَيُخْزِهِمْ وَيَنْصُرْكُمْ عَلَيْهِمْ وَيَشْفِ صُدُورَ قَوْمٍ مُؤْمِنِينَ ۝١٤ وَيُذْهِبْ غَيْظَ قُلُوبِهِمْ وَيَتُوبُ اللَّهُ عَلَى مَنْ يَشَاءُ وَاللَّهُ عَلِيمٌ حَكِيمٌ ۝١٥﴾ [التوبة:14–15].
قال السعدي: (فإنَّ في قلوبهم من الحنق والغيظ عليهم ما يكون قتالهم وقتلهم شفاء لما في قلوب المؤمنين من الغم والهم، إذ يرون هؤلاء الأعداء محاربين لله ولرسوله ساعين في إطفاء نور الله، وزوالًا للغيظ الذي في قلوبهم، وهذا يدل على محبة الله لعباده المؤمنين، واعتنائه بأحوالهم، حتى إنه جعل -من جملة المقاصد الشرعية- شفاء ما في صدورهم وذهاب غيظهم).

### أسباب الوقوع في الشماتة
1- الجهل بحكمها الشرعي.
2- الحقد والبغض:
(فإنَّ خُلُق الشماتة يقوم في النَّفس حين تخلو مِن المودَّة والحبِّ والعطف، وتمتلئ بالكراهية والحقد والبغض، فإنَّ الإنسان يتألَّم لألم الغير إلَّا إذا كان يحبُّ هذا الغير، ويودُّ الخير له، أمَّا إذا مقته وأبغضه، فإنَّه يفرح لحزنه، ويَشْمَت في مصيبته).
3- ضعف الإيمان:
قال ﷺ: ((لا يؤمن أحدكم حتى يحب لأخيه ما يحب لنفسه)).
4- الكِبْر:
قال ابن القيِّم: (إنَّ تعييرك لأخيك بذنبه أعظم إثمًا مِن ذنبه، وأشدُّ مِن معصيته، لما فيه مِن صولة الطَّاعة، وتزكية النَّفس وشكرها، والمناداة عليها بالبراءة مِن الذَّنب).
5- العداوة:
((فلا تُشمت بي الأعداء)) [سورة الأعراف: 150].
6- النفاق:
فمن صفات المنافقين كانت الشماتة بما يقع للمؤمنين، بل حتى الشماتة برسول الله صلى الله عليه وسلم.
وجاء (في سورة التوبة): ﴿إِنْ تُصِبْكَ حَسَنَةٌ تَسُؤْهُمْ وَإِنْ تُصِبْكَ مُصِيبَةٌ يَقُولُوا قَدْ أَخَذْنَا أَمْرَنَا مِنْ قَبْلُ وَيَتَوَلَّوْا وَهُمْ فَرِحُونَ ۝٥٠﴾ [التوبة:50]
القول في تأويل قوله: ((إِنْ تُصِبْكَ حَسَنَةٌ تَسُؤْهُمْ وَإِنْ تُصِبْكَ مُصِيبَةٌ يَقُولُوا قَدْ أَخَذْنَا أَمْرَنَا مِنْ قَبْلُ وَيَتَوَلَّوْا وَهُمْ فَرِحُونَ))
قال أبو جعفر: (يقول تعالى ذكره لنبيه محمد ﷺ: يا محمد، إن يصبك سرورٌ بفتح الله عليك أرضَ الروم في غَزاتك هذه، (25) يسوء الجدَّ بن قيس ونظراءه وأشياعهم من المنافقين، وإن تصبك مصيبة بفلول جيشك فيها، (26) يقول الجد ونظراؤه: (قد أخذنا أمرنا من قبل)، أي: قد أخذنا حذرَنا بتخلّفنا عن محمد، وترك أتباعه إلى عدوّه (من قبل)، يقول: من قبل أن تصيبه هذه المصيبة (ويتولوا وهم فرحون)، يقول: ويرتدُّوا عن محمد وهم فرحون بما أصاب محمدًا وأصحابه من المصيبة، (27) بفلول أصحابه وانهزامهم عنه، (28) وقتل من قُتِل منهم).
وقال تعالى (في سورة النساء): ﴿وَإِنَّ مِنْكُمْ لَمَنْ لَيُبَطِّئَنَّ فَإِنْ أَصَابَتْكُمْ مُصِيبَةٌ قَالَ قَدْ أَنْعَمَ اللَّهُ عَلَيَّ إِذْ لَمْ أَكُنْ مَعَهُمْ شَهِيدًا ۝٧٢﴾ [النساء:72]
(قال أبو جعفر: وهذا نعت من الله تعالى ذكره للمنافقين، نعتهم لنبيه صلى الله عليه وسلم وأصحابه ووصفهم بصفتهم فقال: «وإن منكم»، أيها المؤمنون، يعني: من عِدَادكم وقومكم، ومن يتشَّبه بكم، ويظهر أنه من أهل دعوتكم ومِلَّتكم، وهو منافق يبطِّئ من أطاعه منكم عن جهاد عدوكم وقتالهم إذا أنتم نفرتم إليهم =«فإن أصابتكم مصيبة»، (34) يقول: فإن أصابتكم هزيمة، أو نالكم قتل أو جراح من عدوكم =«قال قد أنعم الله عليّ إذ لم أكن معهم شهيدًا»، فيصيبني جراح أو ألم أو قتل، وسَرَّه تخلّفه عنكم، شماتة بكم).

### أشعار العرب في ذم الشماتة
رَدَّ عمر بن الخطاب  على الشَّامتين في موت النَّبيِّ ﷺ فقال:
وقال نهشل بن حري:
وقال حارثة بن بدر:
ويُعد أشهرها ما قاله العلاء بن قرظة الضبي وهو خال الفرزدق: